# Hamnpaviljongen
Hamnpaviljongen var en sommarrestaurang på hamnpiren i Helsingborg i Skåne.

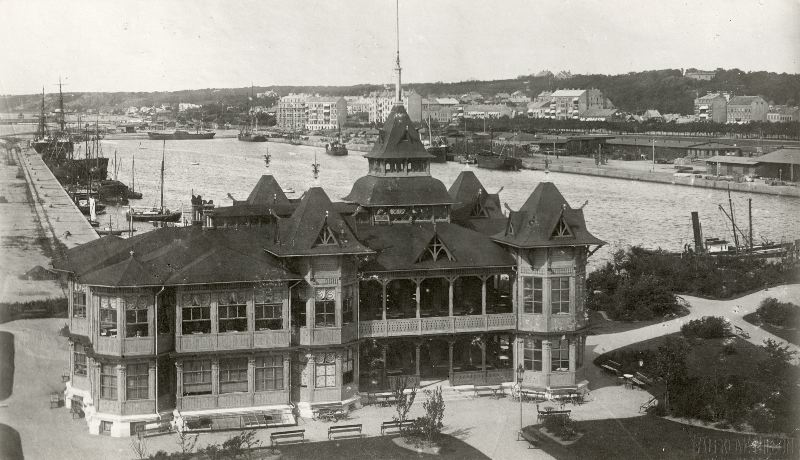
Hamnpaviljongen, 1898.

Restaurangen invigdes den 20 juli 1890 och blev snabbt ett populärt dansställe för ungdomarna i Helsingborg. År 1898 försågs byggnaden med fem torn, ett i varje hörn och ett på taket. För att underlätta kommunikationen med staden inrättades år 1893 en kort färjelinje mellan Hamnpaviljongen och kajen vid Hamntorget. Den trafikerades av den lilla färjan Kvick som ursprungligen var koleldad. År 1937 byttes Kvick ut mot en ny dieseldriven färja med samma namn.
När andra världskriget bröt ut år 1939 övertog militären Hamnpaviljongen och restaurangrörelsen upphörde. Hamnpiren, liksom resten av hamnen, var avspärrad under hela kriget och byggnaden förföll. Hamnpaviljongen revs i februari 1946 och en provisorisk byggnad uppfördes två år senare. Den fick stå kvar tills restaurang Parapeten byggdes år 1955.